# Troum
Troum (старонімецьке — «сон») — дует із Бремена (Німеччина), заснований 1997 року двома учасниками тріо Maeror Tri (що існувало з 1988 по 1996 роки) і працює у таких різновидах ембієнту, як drone і dark embient. Обидва учасника колективу використають гітари, акордеон, голоси, гонги, польові записи для вибудування багатошарової, атмосферної «dreaming-muzak». В той же час, музиканти уникають використання семплерів та програмних синтезаторів. 
Музична естетика Troum спрямована на звернення до несвідомого, навіювання гіпнотичного сну. Як  логотип Troum використовує спіраль — символ, «стимулюючий транс» потенціалу їхньої музики й бажання дослідити глибокі сфери свідомості із цим. Музика в їхньому розумінні розглядається як альтернативний наркотик, як двері до незвіданого й чужого мирів, як вираження таємниці існування.

## Дискографія
| - 1998: Daur - 1998: Ryna - 1998: Dreaming Muzak - 2000: Framapeis/Var - 2000: Mort Aux Vaches: Sen - 2001: Tjukurrpa (Part One: Harmonies) - 2001: Kapotte Muziek by Troum - 2001: Tjukurrpa (Part Two: Drones) - 2002: Troum & Yen Pox: Mnemonic Induction - 2002: Symbiosis - 2003: Darvê Sh - 2003: Troum & Tam Quam Tabula Rasa & Kallabris: Kasha-Pashana - 2003: Ljubimaya | - 2003: Siqgan - 2003: Tjukurrpa (Part Three: Rhythms & Pulsations) - 2004: Autopoiesis - 2004: Un/Mahts - 2005: Nahtscato - 2005: Objectlessness - 2005: Troum & Christian Renou: Dissolution - 2005: Ajin - 2006: Troum & Martyn Bates: To A Child Dancing In The Wind - 2006: Seeing-Ear Gods - 2006: Nargis |